# Frode Kirkebjerg
Frode Rasmussen Kirkebjerg (10 de mayo de 1888-12 de enero de 1975) fue un jinete danés que compitió en la modalidad de concurso completo. Participó en dos Juegos Olímpicos de Verano en los años 1912 y 1924, obteniendo una medalla de plata en París 1924 en la prueba individual.

## Palmarés internacional
| Juegos Olímpicos | Juegos Olímpicos | Juegos Olímpicos | Juegos Olímpicos |
| Año              | Lugar            | Medalla          | Categoría        |
| ---------------- | ---------------- | ---------------- | ---------------- |
| 1924             | París (Francia)  | Medalla de plata | Individual       |